# (32180) 2000 NY16
2000 NY16 (asteroide 32180) é um asteroide da cintura principal. Possui uma excentricidade de 0.13746830 e uma inclinação de 4.23243º.
Este asteroide foi descoberto no dia 5 de julho de 2000 por LONEOS em Anderson Mesa.